# Arthur Leighton
Arthur Francis Leighton (Esk, 6 maart 1889 - Walsall, 15 juni 1939) was een Brits hockeyer. 
Leighton behoorde tot de Engelse selectie voor de Olympische Zomerspelen 1908 maar kwam niet-bindend actie.
Met de Britse ploeg won Leighton de olympische gouden medaille in 1920. 

## Resultaten
- 1920  Olympische Zomerspelen in Antwerpen